# Mouvement espérantiste
L'expression Mouvement espérantophone (Esperanto-Movado) désigne l'ensemble des associations et groupements d'espérantophones qui contribuent à la promotion, à l'enseignement et à l'utilisation de la langue internationale équitable espéranto.

## Présentation
Le mouvement espérantophone est un mouvement social international représenté par un grand nombre d'associations, de clubs locaux et de groupes plus ou moins structurés dans pratiquement tous les pays du monde.
L'Association mondiale d'espéranto et sa section jeunes, l'Organisation mondiale des jeunes espérantophones, sont largement reconnues comme représentatives du mouvement par les espérantophones eux-mêmes, alors qu'ils ne sont guère plus de un pour cent à être adhérents à ces associations.
De fait les activités du mouvement espérantophone sont très diverses. Outre le très  médiatique congrès annuel mondial, les échanges entre espérantophones se font lors de congrès régionaux ou nationaux, d'événements culturels, de séminaires familiaux, thématiques ou de jeunes, ou tout simplement de rencontres informelles entre espérantophones. Le mouvement espérantophone n'a pas échappé au développement des usages d'Internet et des réseaux sociaux, notamment avec la disponibilité de cours d'apprentissage en ligne souvent gratuits.